# 南径镇
是中华人民共和国广东省揭阳市普宁市下辖的一个乡镇级行政单位。，位于普宁东部，辖区总面积53平方公里，户籍人口138229人（2008年），下辖1个社区和20个行政村。

## 行政区划
南径镇下辖以下地区：
南径社区、圩脚村、田南村、南径村、东岗寮村、平洋山村、白石村、神山村、四睦村、大埔寮村、磨坑村、青洋村、陇华村、碧屿村、车厝围村、青洋山村、大陇村、林内村、龙门村、横山头村和横山尾村。